# Mais Amor (canção)
"Mais Amor" é um single da apresentadora e cantora brasileira Xuxa. A canção integra o box Xou da Xuxa + CD inédito "Seleção Fãs", lançado em 12 de junho de 2013. Fazem parte do box os sete álbuns da série Xou da Xuxa lançada nos anos 80 e 90, mais um CD inédito compilado pelos fãs com músicas gravadas para a TV, que nunca estiveram em álbuns. 
A faixa foi escrita por Michael Sullivan e Dudu Falcão. 
É a canção-tema de uma campanha que tem Xuxa como madrinha e visa amparar crianças e adolescentes vítimas de abuso e exploração sexual.   